# Armando Dell'Aquila
Armando Dell'Aquila, né le 20 août 1987 à Scafati, est un rameur italien.

## Palmarès

### Championnats du monde
- 2007, à Munich,  Allemagne
  -  Médaille d'or en deux de pointe poids légers
- 2008, à Linz,  Autriche
  -  Médaille d'argent en deux de pointe poids légers
- 2009, à Poznań,  Pologne
  -  Médaille d'argent en deux de pointe poids légers
- 2010 à Hamilton,  Nouvelle-Zélande
  -  Médaille de bronze huit barré poids légers
- 2011, à Bled,  Slovénie
  -  Médaille d'argent en deux de pointe poids légers
- 2012 à Plovdiv,  Bulgarie
  -  Médaille d'or en deux de pointe poids légers

### Championnats d'Europe d'aviron
- 2008 à Marathon,  Grèce
  -  Médaille d'or en quatre de  pointe poids légers
- Championnats d'Europe d'aviron 2010 à Montemor-o-Velho,  Portugal
  -  Médaille d'or en huit poids légers